# Erythrolamprus typhlus
Erythrolamprus typhlus är en ormart som beskrevs av Carl von Linné 1758. Erythrolamprus typhlus ingår i släktet Erythrolamprus och familjen snokar.
Denna orm förekommer i Sydamerika från Colombia till Bolivia och Paraguay. Arten lever i låglandet och i bergstrakter upp till 1650 meter över havet. Habitatet utgörs av regnskogar och mera torra skogar. Individerna vistas på marken och har grodor som föda. Honor lägger ägg.
För beståndet är inga hot kända. Hela populationen anses vara stabil. IUCN listar arten som livskraftig (LC).

## Underarter
Arten delas in i följande underarter:
- L. t. typhlus
- L. t. forsteri
- L. t. elaeoides